# Mein Leben mir selbst

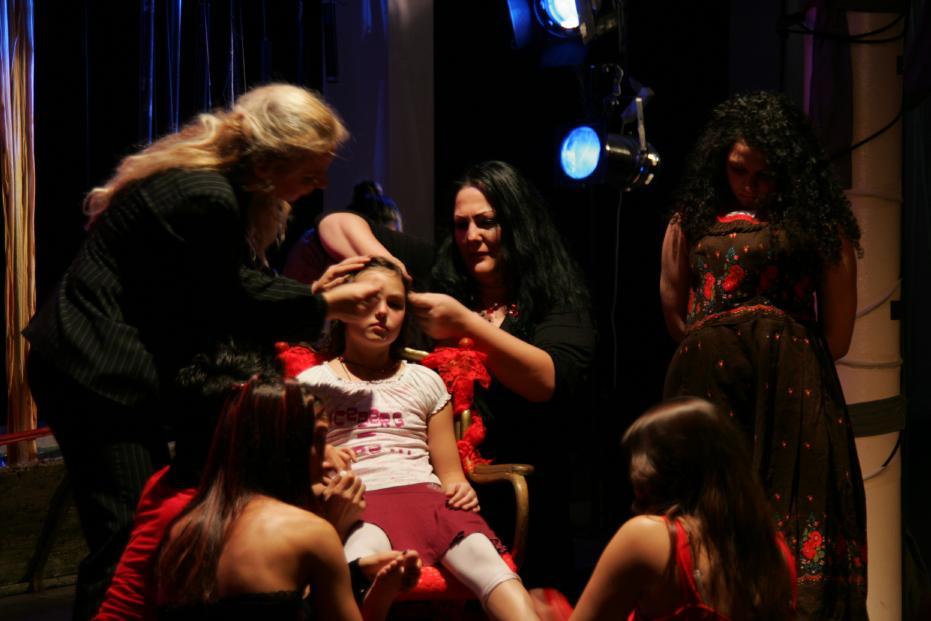
Premiere Mein Leben mir Selbst (2007)

Mein Leben mir selbst ist ein interkulturelles Theaterstück nach einem Konzept von Emel Heinreich. Das Projekt zum Thema Unterdrückung der Frau in verschiedenen Kulturkreisen, das seine Uraufführung am 15. November 2007 in Wien unter Heinreichs Regie erfuhr, erregte mediale Aufmerksamkeit und gelangte 2008 auf den Spielplan der Tiroler Volksschauspiele
Mein Leben mir selbst ist ein Projekt des Wiener Vereins Cocon und des Jugend- und Kulturhauses VZA. An ihm nahmen neben drei Profischauspielerinnen hauptsächlich Laien teil.

## Inhalt
Die zwölfjährige Dilan soll nach dem Willen des Vaters mit ihrem Cousin Ali verheiratet werden. Als ihr die Mutter diese Nachricht überbringt, sieht das junge Mädchen mit einem Mal ihre Kindheit beendet und ist erschüttert. Beim Hennabend, einem traditionellen Abschied von der in eine neue Familie eingehenden Braut, wird Dilan von Verwandten und Freundinnen für die Hochzeit fertig gemacht. Dies ist Anlass für die Frauen, sich an ihre eigenen Hochzeiten zu erinnern und den weiteren Verlauf ihres Lebens von da an zu reflektieren. In diese Rahmenhandlung eingebettet erzählt das Stück humorvoll-kritisch, bisweilen auch traurig, Geschichten der Unterdrückung von Frauen aus verschiedenen Kulturkreisen, von der Türkei über Afghanistan bis nach China.
Das Ensemble, welches das Stück darstellt, setzt sich aus meist in Österreich geborenen Mädchen und Frauen unterschiedlichster Abstammung zusammen. Hierdurch bekommt das Theaterstück nach Ansicht des Redakteurs Werner Hörtner eine zweiseitige integrative Ebene: Die Darstellerinnen des Stücks würden sich „bei der Erarbeitung ihrer Rollen der verhängnisvollen Tragweite repressiver patriarchaler Strukturen bewusst, gewinnen an Selbständigkeit und Selbstbewusstsein. Und die ZuschauerInnen, großteils selbst migrantischer Herkunft, beginnen, selbstkritisch nachzudenken, zementierte Verhaltensweisen in Frage zu stellen, kulturelle Zwänge aufzubrechen.“ Hubert Kramar geht in seiner Referenz noch darüber hinaus: Mein Leben mir selbst sei „ein beeindruckendes Beispiel eines hervorragend gearbeiteten Stückes über Menschen, die in Wien leben, aus einer anderen Kultur. Und die mittels dieser Theaterproduktion über ihr Leben und ihre Probleme auf sehr berührende Weise kommunizieren. Die gegenseitige Befruchtung durch so eine Arbeit, ist für das Überleben einer Gesellschaft von großer Bedeutung“.

## Aufführungsgeschichte
Erste Aufführungen erfuhr Mein Leben mir selbst, allerdings schon begleitet von Medienberichten, als kostenloses Laientheater in der Brunnen-Passage am Wiener Yppenplatz.
Am 17. November 2007 sah der bekannte österreichische Schriftsteller Felix Mitterer dort eine der Vorstellungen des Stücks, woraufhin er die Spielgruppe mit der Aufführung zu den Tiroler Volksschauspielen 2008 einlud. 2008 war Mein Leben mir selbst dann an drei Abenden (19. bis 21. August) dort vertreten. 
Zuvor hatten noch am 25., 27. und 28. Juni Aufführungen in Hubert Kramars 3raum-Anatomietheater stattgefunden.

### Projekt Hochzeit
Das Stück ist eine Fortführung von Emel Heinreichs regional stark beachtetem Theaterprojekt Zwangsheirat im Jahr zuvor. Dieses und Mein Leben mir selbst sind die vorhandenen Teile einer als übergeordnetes Projekt angelegten Experimentaltheaterarbeit Hochzeit (in Zusammenarbeit mit Asli Kislal), das späterhin von der Stadt Wien gefördert wurde und bei der Verleihung des Interkulturpreises 2007 in Linz eine lobende Erwähnung erhielt. Der erste Teil griff die Problematik archaischer patriarchaler Gesellschaftssysteme auf. Als Basis der Erarbeitung dienten Dokumente der UNO-Organisation UNFPA.

## Medienecho
Brigitte Suchan von der Wiener Zeitung sah in einem Bericht zur Premiere in dem Stück ein „engagiertes Theaterprojekt“.
Für die Tiroler Tageszeitung thematisierte Mein Leben mir selbst „kulturspezifische Normalitäten“ wie „Zwangsheirat, Füßebinden, Unterdrückung“. In einem Vorabbericht zu den Tiroler Festspielen, hatte man das Stück bereits als das Herausstechendste des „kleinen aber feinen“ (Wechselberger) Rahmenprogramms genannt. Der Rezensent, der schließlich die Spielfreude des Laienensembles besonders hervorhob, sah in ihm „nachdenklich und traurig“ machende Geschichten.
Evelyn Blumenau von „kulturwoche.at“ beurteilte die Premierenaufführungen 2007 zu dem schwierigen Thema dagegen als „mit schrägem Humor gepfeffert“. Heinreich bliebe in ihrer Inszenierung „nicht im Leid erstarrt. Im Gegenteil, sie schafft es, dieses anspruchsvolle und brandaktuelle Thema gegen Ende des Stückes in die Hände der Frauen zu legen, die endlich beginnen, ihre Netze zu spinnen anstatt einander gegenseitig <sic!> ihr Leid zu klagen oder sich als Konkurrentinnen zu sehen“.
Das Südwind Magazin sah in den Aufführungen auch die Bemühung „mit den Mitteln des Theaters die Grenzen kultureller Zwänge aufzubrechen, selbstkritisch nachzudenken, durch Religionen und Traditionen zementierte Verhaltensweisen in Frage zu stellen.“
Auch die ORF-Fernsehsendung „Fremde Heimat“ und das ORF-Radio widmeten dem Stück ausführliche Berichte, die die Suche nach „männlichen Verbündeten“ im Kampf gegen die Unterdrückung der Frau als eine wichtige Aussage betonten. Heinreich wolle „wachrütteln, zum Denken anregen und mit Vorurteilen aufräumen“.

## Einzelbelege
1. ↑  Brigitte Suchan: Gewalt und Unterdrückung: Wenn Frauen erzählen - Wiener Zeitung Online. In: tagblatt-wienerzeitung.at. 16. November 2007, abgerufen am 7. März 2024.
2. ↑  Archivierte Kopie (Memento des Originals vom 3. Dezember 2013 im Internet Archive)  Info: Der Archivlink wurde automatisch eingesetzt und noch nicht geprüft. Bitte prüfe Original- und Archivlink gemäß Anleitung und entferne dann diesen Hinweis.
3. ↑  http://www.volksschauspiele.at/files/spielplan2008_n1.pdf@1@2Vorlage:Toter+Link/www.volksschauspiele.at+(Seite+nicht+mehr+abrufbar,+festgestellt+im+Mai+2019.+Suche+in+Webarchiven) Datei:Pictogram+voting+info.svg Info:+Der+Link+wurde+automatisch+als+defekt+markiert.+Bitte+prüfe+den+Link+gemäß+Anleitung+und+entferne+dann+diesen+Hinweis.
4. ↑  http://www.cocon-kultur.com/typo3/projekte/mein-leben-mir-selbst/resonanz-zu-mlms/werner-hoertner/
5. ↑  http://www.cocon-kultur.com/typo3/projekte/mein-leben-mir-selbst/resonanz-zu-mlms/hubert-kramar/
6. ↑  Ö1 Leporello, Sendung vom 15. November 2007, ORF/OE1
7. ↑   Wiener Zeitung: Gewalt und Unterdrückung: Wenn Frauen erzählen, 16. November 2007 (Zugriff am 25. November 2013)
8. ↑  http://www.experimentaltheater.com/uploads/media/Kritik_derStandard_Hochzeit03-07.jpg@1@2Vorlage:Toter+Link/www.experimentaltheater.com+(Seite+nicht+mehr+abrufbar,+festgestellt+im+Mai+2019.+Suche+in+Webarchiven) Datei:Pictogram+voting+info.svg Info:+Der+Link+wurde+automatisch+als+defekt+markiert.+Bitte+prüfe+den+Link+gemäß+Anleitung+und+entferne+dann+diesen+Hinweis. "Der Standard vom 19. März 2006 Hochzeit"
9. ↑  http://www.experimentaltheater.com/uploads/media/vienna_review04-07.jpg@1@2Vorlage:Toter+Link/www.experimentaltheater.com+(Seite+nicht+mehr+abrufbar,+festgestellt+im+Mai+2019.+Suche+in+Webarchiven) Datei:Pictogram+voting+info.svg Info:+Der+Link+wurde+automatisch+als+defekt+markiert.+Bitte+prüfe+den+Link+gemäß+Anleitung+und+entferne+dann+diesen+Hinweis. "Vienna Review zum Projekt Hochzeit"
10. ↑  http://volksgruppen.orf.at/programm/stories/81268/@1@2Vorlage:Toter+Link/volksgruppen.orf.at+(Seite+nicht+mehr+abrufbar,+festgestellt+im+Mai+2019.+Suche+in+Webarchiven) Datei:Pictogram+voting+info.svg Info:+Der+Link+wurde+automatisch+als+defekt+markiert.+Bitte+prüfe+den+Link+gemäß+Anleitung+und+entferne+dann+diesen+Hinweis.
11. ↑  Meryem Çitak in Heimat, fremde Heimat, Sendung vom 9. März 2008, ORF2
12. ↑  Archivierte Kopie (Memento des Originals vom 24. Oktober 2009 im Internet Archive)  Info: Der Archivlink wurde automatisch eingesetzt und noch nicht geprüft. Bitte prüfe Original- und Archivlink gemäß Anleitung und entferne dann diesen Hinweis.
13. ↑  http://www.cocon-kultur.com/typo3/fileadmin/tt_kritik_mlms.pdf
14. ↑  http://www.kulturwoche.at/index.php?option=com_content&task=view&id=1311&Itemid=41
15. ↑  Südwind – Magazin für Internationale Politik, Kultur und Entwicklung 06 / 2008, S. 9
16. ↑  Meryem Çitak in Heimat, fremde Heimat, Sendung vom 9. März 2008, ORF2
17. ↑  ORF-Beitrag in Moment Leben Heute, Februar 2008.